# Ас’ад Абу Халил
Ас’ад Абу Халил (араб. أسعد أبو خليل‎, известный как Сердитый Араб (англ. Angry Arab); род. 16 марта 1960, Сур) — американский блогер и комментатор, доктор политологии. Американец ливанского происхождения.

## Биография
Ас’ад абу Халил родился в Тире, и вырос в Бейруте. Получил квалификации бакалавра политологии и магистра политологии в Американском Университете Бейрута. А квалификацию Доктора в сравнительной политологии присвоили в Джорджтаунсом университете в США. Женат два раза, обе свадьбы закончились разводом. Проживает в Модесто (Калифорния) и является профессором политологии в разных университетах США.

### Деятельность «Сердитого Араба»
Ас’ад абу Халил основал свой блог — «Информационная служба Сердитого Араба» (англ. Angry Arab News Service) в 2003 и вскоре блог имел более тридцати тысяч посетителей за месяц. Блог известен как критик внешней политики США, сионизма, Палестинского правительства, а также Хамаса, Хезболлы, Иракского сопротивления и т. д.

### Взгляды
Ас’ад абу Халил является убежденным атеистом и секуляристом, борцом за права женщин и антисионистом. Называет себя анархистом и бывшим марксистом-ленинистом. Выступает за создания на территории Палестины  (недоступная ссылка с 05-09-2013 [4204 дня] — история, копия)] одного секулярного государства. Известен острой критикой MEMRI, которого он назвал «Грубой пропагандистской машиной, которую основал бывший полковник разведки Израиля».

## Сочинения
- Historical Dictionary of Lebanon (1998)
- Bin Laden, Islam & America’s New «War on Terrorism» (2002)
- The Battle For Saudi Arabia: Royalty, Fundamentalism, and Global Power (2004)